# کودک افسون (بازگشت خفیف)
کودک افسون (بازگشت خفیف) (به انگلیسی: Voodoo Child (Slight Return)‎) آخرین ترانه در آلبوم بانوکده الکتریکی، آخرین آلبوم جیمی هندریکس اکسپرینس است. ترانه کودک افسون‌گر (برگشت ناچیز) توسط مجله رولینگ استون در فهرست ۵۰۰ ترانه برتر همه دوران‌ها در جایگاه ۱۰۲ قرار گرفت. ترانه در سال ۱۹۶۸ ضبط شد و پس از اینکه در سال ۱۹۷۰ جیمی هندریکس درگذشت، ترانه مجدداً به صورت یک تک‌آهنگ منتشر شد. در نسخه تک‌آهنگ سه ترانه قرار داشت که ترانه کودک افسون‌گر در قسمت روی دیسک قرار داده شده بود و تنها تک‌آهنگ هندریکس بود که در بریتانیا به مقام اول دست می‌یافت. این آهنگ تبدیل به یکی از آهنگ‌های اصلی هندریکس در کنسرت‌ها و اجراهای زنده شده بود و طول اجرای آن بین ۷ تا ۱۸ دقیقه متغیر بود. تاکنون این ترانه توسط چند خواننده دیگر هم کاور شده است.